# Dante (månkrater)
För andra betydelser, se Dante (olika betydelser).
Dante är en nedslagskrater på månens baksida. Dante har fått sitt namn efter den italienske författaren Dante Alighieri.
Kratern har en diameter på ungefär 53 km.

## Satellitkratrar
| Dante | Latitud | Longitud | Diameter |
| ----- | ------- | -------- | -------- |
| C     | 28.3° N | 177.1° V | 54 km    |
| E     | 26.7° N | 177.0° V | 43 km    |
| G     | 24.9° N | 178.6° V | 24 km    |
| P     | 23.6° N | 179.4° Ö | 27 km    |
| S     | 24.9° N | 177.3° Ö | 17 km    |
| T     | 25.8° N | 176.6° Ö | 20 km    |
| Y     | 27.1° N | 179.5° Ö | 27 km    |